# Eladio Jiménez

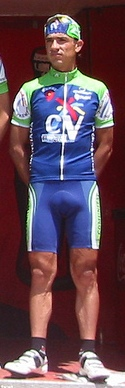
Eladio Jiménez bei der Euskal Bizikleta 2005

Eladio Jiménez Sánchez (* 10. März 1976 in Salamanca) ist ein ehemaliger spanischer Radrennfahrer.

## Sportliche Laufbahn
1994 wurde Eladio Jiménez spanischen Junioren-Meister im Straßenrennen und belegte im selben Jahr bei den Straßen-Weltmeisterschaften der Junioren Rang drei im Straßenrennen. 1998 wurde er Profi. Er bestritt alle drei großen Rundfahrten, 2000, 2004 und 2004 gewann er jeweils eine Etappe der Vuelta a España, 2005 zudem die Gesamtwertung der Euskal Bizikleta.
2009 wurde Jiménez vom Weltradsportverband UCI wegen EPO-Dopings gesperrt. Anschließend beendete er seine Radsportlaufbahn.

## Erfolge
2000
- eine Etappe Vuelta a España

2004
- eine Etappe Vuelta a España

2005
- eine Etappe Vuelta a España
- Gesamtwertung Euskal Bizikleta

2007
- eine Etappe Grande Prémio Internacional de Torres Vedras
- zwei Etappen Volta a Portugal

2008
- eine Etappe Circuit de Lorraine
- eine Etappe Grand Prix CTT Correios de Portugal

2009
- eine Etappe Volta a Portugal

## Teams
- 1998–2000: Banesto
- 2001–2003: ibanesto.com
- 2004: Kelme-Costa Blanca
- 2005–2006: Comunidad Valenciana
- 2007 Karpin Galicia
- 2008 Paredes Rota dos Moveis
- 2009 Centro Ciclismo de Loulé-Louletano